# Nessuno mi può giudicare (canción)
«Nessuno mi può giudicare» (en español Ninguno me puede juzgar) es una canción pop italiana escrita por Luciano Beretta, Miki Del Prete, Daniele Pace y Mario Panzeri. La canción se estrenó en la decimosexta edición del Festival de la Canción de San Remo y fue interpretada por Caterina Caselli y Gene Pitney, terminando en segundo lugar.

## Historia
La versión de Caselli fue un éxito musical, a pesar de que la cantante era casi desconocida en ese momento, y alcanzó el primer lugar en las listas de éxito italianas durante varias semanas. Se considera como la canción que consagró a Caselli a la fama. Caselli también registró la canción en francés («Baisse un peu la radio») y en español («Ninguno me puede juzgar»). La versión de Gene Pitney alcanzó el octavo lugar en las listas italianas.  Se convirtió en un éxito regional en los EE. UU. y Australia en áreas con grandes comunidades italianas.
La canción había sido previamente pensada para ser interpretada por Adriano Celentano, quien también grabó una maqueta pero finalmente prefirió competir en el festival con su propia canción, «Il ragazzo della via Gluck».
En julio de 2000 la canción se convirtió en el himno del primer WorldPride celebrado en Roma.

## Letra
La letra trata sobre la confesión de una traición y una propuesta de reconciliación sin complejos. Fueron vistos como un anticipo de la revolución moral y los temas feministas que estallaron unos años después, al reclamar para las mujeres la posibilidad de elegir entre múltiples parejas.

## Listas de éxitos
| Lista (1966) | Posición más alta |
| ------------ | ----------------- |
| Italia       | 1                 |
| España       | 1                 |

## En otros medios
La canción fue adaptada a una película musical homónima, dirigida por Ettore Maria Fizzarotti y protagonizada por Laura Efrikian y la propia Caterina Caselli.